# Hartwig Derenbourg
Pour les articles homonymes, voir Derembourg.
Hartwig Derenbourg, né le 16 juin 1844 à Paris 8e et mort le 12 avril 1908 à Paris 16e, est un orientaliste français, spécialiste de l'arabe et de l'islam.

## Biographie
Fils de l’orientaliste franco-allemand Joseph Derenbourg, Hartwig Derenbourg, après ses études au lycée Charlemagne et au lycée Bonaparte de Paris, il étudie l'arabe et l'hébreu ainsi que d'autres langues sémitiques, d'abord sous la direction de son père, puis de Joseph Toussaint Reinaud et du grand-rabbin de France Salomon Ulmann. Licencié ès lettres en Sorbonne en 1863, il poursuit ensuite ses études à l’université de Göttingen auprès de Ferdinand Wüstenfeld (de), Heinrich Ewald et Ernst Bertheau (en) on 1864, et à l’université de Leipzig auprès de Christoph Krehl (de) et Heinrich Leberecht Fleischer.
En 1866, à l’obtention de son doctorat, il revient à Paris, où il travaille sur le catalogue des manuscrits arabes au département des manuscrits de la Bibliothèque impériale. En 1871, son beau-père, Hermann Joseph Baer, lui confie la direction de la branche parisienne de sa librairie de Francfort. En 1875, il est nommé professeur d'arabe et de langues sémitiques au Séminaire Israélite de France et professeur de grammaire arabe à l'École spéciale des langues orientales vivantes, où il occupe la chaire d'arabe littéraire en 1879.
En 1880, Jules Ferry le charge d'une mission d'étude sur les manuscrits arabes à la bibliothèque de l’Escurial. Il y découvre notamment l'autobiographie d'un émir syrien du XIIe siècle, Oussama Ibn Mounqidh, qui fait la chronique de la vie des musulmans au temps des croisades et dont il publie à la fois le texte et la traduction.
À son retour en France, Ernest Renan le fait nommer assistant à la commission des inscriptions sémitiques de l'Académie des inscriptions et belles-lettres, où il se consacre à l'épigraphie himyarite et sabéenne. Entre 1881 et 1891, il fait paraître une édition de la grammaire arabe de Sîbawayh.
Professeur d'arabe littéral à l’École des langues orientales, il est nommé directeur adjoint à l'École pratique des hautes études, section des Sciences religieuses, où il est chargé l'année suivante de la conférence d'islamisme et religions de l'Arabie à la section des sciences religieuses. Il est élu à l'Académie des inscriptions et belles-lettres, en 1900.
Il était devenu commandeur de la Couronne d’Italie ; membre honoraire de l’Académie d’histoire de Madrid, de l’Institut égyptien du Caire, de la Société d’archéologie biblique de Londres ; membre du Conseil de la Société asiatique, du Conseil de perfectionnement de la Mission scientifique française au Maroc, du Comité central de l’Alliance israélite, du Conseil de la Société des études juives ; vice-président du Conseil d’administration de l’École de travail israélite ; membre du Foreign Board of Consulting Editors de la Jewish Encyclopedia ; co-directeur de la Grande Encyclopédie dont les trente et un volumes portent sa signature. Il était également membre du comité central de l'Alliance israélite universelle et secrétaire de rédaction de La Grande Encyclopédie, parue en 31 volumes sous la direction de Camille Dreyfus entre 1885 et 1902. Il a par ailleurs contribué à de nombreuses revues, parmi lesquelles la Revue d'études juives, le Journal asiatique et le Journal des savants.
Au soir de sa vie, l'un de ses étudiants les plus notables fut Louis Massignon, qu'il encouragea à prendre pour sujet de thèse le mystique soufi Abu Mansur al-Hallaj, laquelle est considérée comme son œuvre majeure.
Ses obsèques ont eu lieu au cimetière israélite du Père-Lachaise.

## Principales publications
- Catalogue des manuscrits arabes de la Bibliothèque impériale, 4 vol., 1866-1870.
- De Pluralibus Linguæ Arabicæ, 1867.
- Le Dîwân de Nâbiga Dhobyânî, texte arabe, publié pour la 1re fois, suivi d’une traduction française, et précédé d’une introduction historique, 1869.
- Theodor Nöldeke : Histoire littéraire de l’Ancien Testament. Traduit de l’allemand par Hartwig Derenbourg et Jules Soury, 1873.
- Opuscules et traités d’Abou’l-Walid Mervan ibn Djanah de Cordoue. Texte arabe publié avec une traduction française par Joseph Derenbourg et Hartwig Derenbourg, 1880.
- Le Livre de Sîbawaihi : traité de grammaire arabe (7 premiers et 7 derniers chapitres en ligne), Paris, 1881-1889, 3 vol. (lire en ligne)
- Les Manuscrits arabes de l’Escurial, 1884-1903.
- Chrestomathie élémentaire de l’arabe littéral, avec un glossaire, par Hartwig Derenbourg et Jean Spiro, 1885.
- La Science des religions et l’islamisme, deux conférences faites le 19 et le 26 mars 1886, à l’École des hautes-études, 1886.
- Ousâma ibn Mounkidh. Un émir syrien au premier siècle des croisades, 2 vol., 1886-1893.
- Corpus inscriptionum semiticarum, ab Academia inscriptionum et litterarum humaniorum conditum atque digestum. Pars quarta, inscriptiones Himyariticas et Sabaeas continens, 1889-1890.
- Les Monuments sabéens et himyarites de la Bibliothèque nationale (Cabinet des médailles et antiques), 1891.
- Anthologie de textes arabes inédits par Ousāma et sur Ousāma, 1893.
- Al-Fakhri (nouvelle édition du texte arabe par Hartwig Derenbourg), histoire du khalifat et du vizirat, depuis leurs origines jusqu’à la chute du khalifat abbaside de Bagdâdh (11-656 de l’hégire, 632-1258 de notre ère) : avec des prolégomènes sur les principes du gouvernement, par Ibn at-Tiktakâ, Paris, 1895 (lire en ligne sur Gallica).
- Souvenirs historiques et récits de chasse par un émir syrien du XIIe siècle : autobiographie d’Ousâma ibn Mourkidh intitulée l’Instruction par les exemples (traduction française d’après le texte arabe par Hartwig Derenbourg), Paris, 1895 (lire en ligne sur Gallica).
- Silvestre de Sacy (1758-1838) : Notice biographique, Le Caire, Institut français d'archéologie orientale, 1905, cxvi p. (lire en ligne).
- Opuscules d’un arabisant, 1868-1905, 1905.

## Sources
- Cet article contient des extraits de la Jewish Encyclopedia de 1901–1906 dont le contenu se trouve dans le domaine public.